# Erdélyi Balázs (vízilabdázó)
Erdélyi Balázs (Eger, 1990. február 16. –) olimpiai bronzérmes, Európa-bajnok magyar válogatott vízilabdázó

## Pályafutása
Szülővárosában kezdett el a vízilabdával foglalkozni. Edzője Tóth Kálmán, a ZF-Eger utánpótlás-szakágvezetője volt. 2010-től az Amerikai Egyesült Államokban folytatott egyetemi tanulmányokat és a Pacific Tigersben vízilabdázott. Itt az év legjobb játékosának választották 2013-ban és 2014-ben is. Tagja volt Kemény Dénes keretének is, de a válogatotthoz 2014-ben kapott megint behívót és résztvevője volt a 2014-es férfi vízilabda-Európa-bajnokságnak.
2021 nyarán távozott az OSC-ből. 2021 ősze és 2023 tavasza között a Vasas játékosa volt, majd az olasz Rari Nantes Savona-hoz igazolt.
2020-ban Európa-bajnok, 2021-ben olimpiai bronzérmes lett a válogatottal.

## Eredményei
Klub
- Magyar bajnokság
  - ezüstérmes: 2009, 2010, 2016, 2017, 2019, 2021
  - bronzérmes: 2015
- Magyar kupa
  - győztes: 2008
- LEN-Európa-kupa
  - győztes[8]
  - második: 2021[9]

Válogatott
- Világbajnokság
  - ezüstérmes: 2017
- Európa-bajnokság
  - aranyérmes: 2020
  - ezüstérmes: 2014
  - bronzérmes: 2016
- Világliga
  - ezüstérmes: 2014
- Universiade
  - aranyérmes: 2013

## Díjai, elismerései
- Peter Cutino-díj (az év legjobb játékosa): 2013, 2014[2]
- Magyar Arany Érdemkereszt (2021)[10]